# Чешско-словацкое общество (Братислава)
Чешско-словацкое общество (Společnost česko-slovanská (др. названия: Spoločnost česko-slovanská, Словацкое общество / Slovenská spoločnosť, Общество чешско-словацкого языка и литературы / Společnost řeči a literatúry československé/Spoločnost reči a literatúry československej / česko-slovenskej / českoslovanskej / česko-slovanskej, Литературное объединение / Literárna jednota, Объединение молодёжи / Jednota mládeže, Чешско-словацкое общество / Spoločnost/Společnost česko-slovenská, Spoločnost českoslovanská/československá, Česko-slovanská spoločnosť) — общество самообразования студентов при Братиславском евангелическом лицее в 1829-1837 годах, основной целью которого было совершенствование в родном языке.
В 1829 г. объединение основали Король Штур, Само Халупка, Даниэль Лихард и Самуэль Годра. Формально его возглавлял профессор лицея, а фактически — студент, выбранный заместителем председателя. Общество обучало своих членов на родном языке. В 1834 году его характер частично изменился: он взял на себя ведущую роль в словацком национальном «возрождении» и стал развивать словацкую национальную культуру (романтические идеи).
Пик деятельности общества пришёлся на 1835-1837 годы. В то время лидером сообщества был Людовит Штур. В сообществе тогда состояло 120 членов, в первую очередь обсуждались национальные и политические вопросы, члены восхищались идеей словацкой «взаимности», организовывали экскурсии (например, в крепость Девин 24.04.1836 г.), издавали альманах «Плоды» (Plody) (Плоды прешпоркского коллектива изучающих чешско-словацкую речь / Plody Zboru učenců řeči českoslovanské prešporského), на заседаниях читали научные лекции, стихи и т.д..
В апреле 1837 года, после официального запрета на деятельность всех студенческих организаций, Общество де-факто прекратило своё существование, при этом продолжив свою деятельность в Институте чехословацкого языка и литературы (Словацкий институт). Часть студентов в июне 1837 года основала тайное общество «Взаимность» (Vzájomnosť).